# Mitchell Anderson
Mitchell Anderson  (* 28. Juni 1975 in Geelong) ist ein ehemaliger australischer Triathlet und Ironman-Sieger (2005). Er wird in der Bestenliste australischer Triathleten auf der Ironman-Distanz geführt.

## Werdegang
Mitchell Anderson startet seit 2008 als Profi-Athlet.

Er ist vorwiegend bei Bewerben auf der Lang- oder Ironman-Distanz (3,86 km Schwimmen, 180,2 km Radfahren und 42,195 km Laufen) aktiv.
Bislang konnte er sich fünf Mal für die Ironman-Weltmeisterschaft qualifizieren und seine beste Platzierung erreichte er 2004 mit dem elften Rang auf Hawaii.
Im November 2005 gewann er den Ironman Western Australia.
Auf der Langdistanz gewann er im April 2009 den Strongman All Japan Triathlon.
Seine Spitznamen sind The Major, The Kaiser, The Flying Doctor oder Mitch. Seit 2014 taucht Mitchell Anderson nicht mehr in den Ergebnislisten internationaler Wettbewerbe auf.

## Sportliche Erfolge
| Datum/Jahr    | Rang | Wettbewerb                        | Austragungsort | Zeit     | Bemerkung |
| ------------- | ---- | --------------------------------- | -------------- | -------- | --- |
| 15. März 2014 | 12   | Abu Dhabi International Triathlon | Abu Dhabi      | 03:29:58 | auf der Kurzdistanz (1,5 km Schwimmen, 100 km Radfahren und 10 km Laufen) hinter dem Sieger Alistair Brownlee |
| 22. Feb. 2014 | 5    | Challenge Philippines             | Morong         | 04:36:41 | bei der Erstaustragung                                                                                        |
| 19. Aug. 2012 | 7    | Ironman 70.3 Yeppoon              | Yeppoon        | 04:00:39 | |
| 5. Mai 2008   | 3    | Busselton Half Ironman            | Busselton      | 03:56:08 | |
| 6. Mai 2006   | 2    | Busselton Half Ironman            | Busselton      | 03:56:13 | |

| Datum/Jahr    | Rang | Wettbewerb                    | Austragungsort | Zeit     | Bemerkung                                     |
| ------------- | ---- | ----------------------------- | -------------- | -------- | --------------------------------------------- |
| 9. Dez. 2012  | 20   | Ironman Western Australia     | Busselton      | 09:07:13 |                                               |
| 25. März 2012 | 18   | Ironman Melbourne             | Melbourne      | 08:46:39 | bei der Erstaustragung                        |
| 4. Dez. 2011  | 7    | Ironman Western Australia     | Busselton      | 08:35:57 |                                               |
| 30. Okt. 2009 | 33   | Ironman Hawaii                | Hawaii         | 09:04:35 |                                               |
| 19. Apr. 2009 | 1    | Strongman All Japan Triathlon | Miyako-jima    | 07:51:55 |                                               |
| 5. Apr. 2009  | 10   | Ironman Australia             | Port Macquarie | 08:56:21 |                                               |
| 22. Juni 2008 | 2    | Ironman Japan                 | Gotō-Inseln    | 08:38:34 | [ 2 ]                                         |
| 4. Apr. 2008  | 2    | Ironman Australia             | Port Macquarie | 08:40:19 |                                               |
| 2. Dez. 2007  | 3    | Ironman Western Australia     | Busselton      | 08:12:20 | persönliche Bestzeit bei einem Ironman-Rennen |
| 3. Dez. 2006  | 2    | Ironman Western Australia     | Busselton      | 08:18:01 | hinter dem Australier Jason Shortis           |
| 16. Juli 2006 | 9    | Ironman Austria               | Klagenfurt     | 08:34:46 |                                               |
| 27. Nov. 2005 | 1    | Ironman Western Australia     | Busselton      | 08:27:36 | [ 3 ]                                         |
| 15. Okt. 2005 | 14   | Ironman Hawaii                | Hawaii         | 08:37:29 |                                               |
| 17. Juli 2005 | 3    | Ironman Switzerland           | Zürich         | 08:36:28 |                                               |
| 3. Apr. 2005  | 3    | Ironman Australia             | Port Macquarie | 08:37:50 |                                               |
| 16. Okt. 2004 | 11   | Ironman Hawaii                | Hawaii         | 09:06:09 |                                               |
| 4. Juli 2004  | 4    | Ironman Austria               | Klagenfurt     | 08:23:20 |                                               |
| 18. Okt. 2003 | 20   | Ironman Hawaii                | Hawaii         | 08:51:34 |                                               |
| 19. Okt. 2002 | 21   | Ironman Hawaii                | Hawaii         | 08:59:34 |                                               |

(DNF – Did Not Finish)